# Leonard Richardson
Leonard William Walter „Len” Richardson (ur. 14 lipca 1881 w Highgate, zm. 14 maja 1955 w Johannesburgu) – południowoafrykański lekkoatleta, długodystansowiec.
Richardson reprezentował Związek Afryki Południowej podczas V Letnich Igrzyskach Olimpijskich w 1912 roku w Sztokholmie, gdzie wystartował w dwóch konkurencjach. W biegu na 10 000 metrów wystąpił w drugim biegu, w którym z czasem 32:30,3 zdobył pierwsze miejsce i o ponad minutę poprawił rekord olimpijski ustanowiony przez Fina Hannesa Kolehmainena w pierwszym biegu eliminacyjnym. Bieg finałowy, rozegrany następnego dnia, zakończył się dla Richardsona niepowodzeniem. Nie ukończył on wyścigu, a złoto zdobył Kolehmainen, ustanawiając nowy rekord olimpijski, lepszy od rekordu Południowoafrykańczyka o minutę i dziewięć sekund. W biegu przełajowym z czasem 47:33,5 zajął ósme miejsce.
Osiem lat później Richardson wystartował na VII Letnich Igrzyskach Olimpijskich w Antwerpii. Startował tam jedynie w biegu przełajowym, którego nie ukończył.
W 1924 roku Richardson reprezentował Związek Afryki Południowej na igrzyskach po raz trzeci. W biegu na 3000 metrów z przeszkodami odpadł w fazie eliminacyjnej, zajmując w swoim biegu szóstą pozycję. W biegu przełajowym uzyskał czas 37:46,0 i zajął dziewiąte miejsce.

## Rekordy życiowe
- bieg na 10 000 metrów – 32:30,6 (1912) wynik ten był rekordem RPA do 1956 roku[1]
- bieg na 3000 metrów z przeszkodami – 9:43,7 (1922)